# Waremme (huyện)
Huyện Waremme (tiếng Pháp: Arrondissement de Waremme; tiếng Hà Lan: Arrondissement Borgworm) là một trong 4 huyện hành chính ở tỉnh Liège, Bỉ.
Huyện hành chính Waremme bao gồm các đô thị sau đây:
| - Berloz - Braives - Crisnée - Donceel - Faimes - Fexhe-le-Haut-Clocher - Geer | - Hannut - Lincent - Oreye - Remicourt - Saint-Georges-sur-Meuse - Waremme - Wasseiges |